# Constantí Làscaris
Constantí XI Làscaris o simplement Constantí Làscaris, ja que en no haver estat coronat no té ordinal a bona part de les llistes d'emperadors (?-1205), fou el darrer emperador romà d'Orient durant la conquesta de Constantinoble pels croats (1204). L'ordinal XI correspondria, segons l'ordre d'emperadors considerant només els coronats, a Constantí XI Paleòleg que fou el darrer emperador romà d'Orient fins al 1453.

## Orígens
Constantí Làscaris va néixer en una família noble sense gaire renom. No se'n sap res de la seva vida abans dels esdeveniments relacionats amb la quarta croada. Es va veure afavorit pel matrimoni del seu germà Teodor amb la germana de l'emperador Aleix III Àngel.
Durant el primer setge de Constantinoble pels croats, l'any 1203, se li va confiar el comandament del millor cos de tropes disponible i va guiar la defensa romana contra els parapetats croats. Cap dels anteriors generals al càrrec no va aconseguir que els croats aixequessin el setge i finalment Constantí va donar ordre d'atacar els borgonyons, que eren els qui en aquell moment mantenien el setge. Els romans d'Orient van començar a sortir de la ciutat, però aviat es van veure empesos a tornar a replegar-se dins la muralla, tot i les pedres que els guàrdies de la muralla llançaven contra els croats per frenar-ne l'avanç. El mateix Constantí fou capturat per Guillem de Neully mentre muntava a cavall i probablement el van tenir retingut a canvi d'un rescat, com era costum. En algun moment devia ser alliberat i no se'n tornà a saber res fins als esdeveniments del segon setge l'any 1204.

## Ascens al poder
A la primavera del 1203 l'emperador Aleix III va fugir cap a Tràcia i els croats van fer emperadors el deposat cec Isaac II Àngel juntament al seu fill Aleix IV Àngel. Després d'un any el poble va perdre la confiança en aquests monarques, ja que havien promès als soldats croats uns diners que no podien pagar i aquests estaven saquejant la ciutat. Reunida una comissió formada per senadors, membres del clergat i representants del poble van escollir un noble anomenat Nicolau Canabos, el qual va rebutjar el càrrec. Davant la indecisió, Aleix Murzufle va donar un cop d'estat la nit del 27 al 28 de gener del 1204, va arrossegar Nicolau Canabos de l'església de Santa Sofia, on s'havia refugiat, i li va tallar el cap. Després va detenir a Isaac II Àngel (que va morir del xoc) i Aleix IV Àngel. Fou coronat el 8 de febrer del 1204 el mateix dia que va fer executar al seu antecessor Aleix IV Àngel, al qual havia enderrocat onze dies abans, execució que va presenciar abans de la coronació.
El 13 d'abril del 1204, davant la imminent conquesta de Constantinoble o segon setge croat de Constantinoble, Aleix V Ducas va abandonar la ciutat i un grup de ciutadans junt amb els que quedaven de la guàrdia varega es van reunir a Santa Sofia i van proclamar emperador Constantí XI Làscaris. Per fer aquesta elecció van haver de triar r entre dos possibles candidats: l'un era Constantí Làscaris, l'altre es deia Constantí Ducas (probablement un cosí d'Isaac II Àngel). En un primer moment Làscaris va refusar d'acceptar aquesta responsabilitat però el patriarca Joan Camater li va insistir que, si més no, s'encarregués de la defensa de la ciutat. Làscaris es va adreçar als de la guàrdia varega per saber si tindria el seu suport, cosa que li van confirmar, i va iniciar els preparatius per la defensa; poc després els de la guàrdia varega el van trair passant al bàndol dels croats. Veient que tot estava perdut va abandonar la ciutat el mateix dia 13 d'abril del 1204.

## Resistència a Nicea
Arran de la conquesta de Constantinoble pels croats, l'Imperi Romà d'Orient es dividí en 4 estats:
- Imperi de Nicea. Lloc on es va fer fort Constantí Làscaris, considerat l'hereu de l'Imperi Romà d'Orient.
- Imperi Llatí, creat a Constantinoble pels croats comandats per Balduí I de Flandes, comte de Flandes i primer emperador llatí. El 1261, el regent de Nicea Miquel VIII Paleòleg va reconquerir Constantinoble als llatins i es va autoproclamar emperador de Constantinoble i de Nicea. Amb aquest acte, l'imperi de Nicea i l'imperí Llatí es van unir per formar de nou l'Imperi Romà d'Orient.
- Despotat de l'Epir o d'Arta, amb Miquel I Comnè Ducas, de la família imperial romana d'Orient, com a primer dèspota. Nicèfor II, últim dèspota de l'Epir, va morir el 1358 en els combats contra els serbis per l'extensió dels seus dominis (batalla d'Arta) i el cap albanès Carles Thopia es va fer amo de la regió.
- Imperi de Trebisonda, el primer emperador fou Aleix I Comnè, fill de l'emperador romà d'Orient Andrònic I Comnè. El més durador dels quatre, finí el 1461 a mans del soldà otomà Mehmed II.

La resistència romana a la conquesta llatina va començar gairebé immediatament sota el lideratge de Teodor I Làscaris, que va actuar unit al seu germà Constantí Làscaris. Va ser una lluita sense descans i a començaments del 1205 no van poder evitar perdre la ciutat d'Adramítion, que fou presa per l'exèrcit d'Enric de Flandes.

## Mort
Teodor estava disposat a revertir aquest contratemps i va enviar Constantí al capdavant d'un exèrcit per recuperar Adramítion. Enric de Flandes fou avisat, a través dels armenis, d'aquest contraatac i es va preparar. Els dos exèrcits van lluitar en la batalla d'Adramítion el dissabte 19 de març del 1205 fora de les muralles d'Adramítion, i el resultat fou una gran derrota de Constantí, en la qual la major part del seu exèrcit fou mort o capturat.
No se sap res més sobre Constantí i es creu que o bé fou capturat o bé va morir en els combats subsegüents el gener de 1205. El seu germà Teodor I Làscaris va recollir la successió legitimada pel Patriarca de Constantinoble com a emperador romà d'Orient de Nicea.

## Família
Constantí tenia sis germans: Manuel (mort després del 1256), Miquel (m. 1261/1271), Jordi, Teodor, Aleix i Isaac. Els dos darrers van lluitar amb els francs contra Joan III Ducas Vatatzes i van ser empresonats i cegats.
Segons defensa William Miller en la seva obra The Latins in the Levant. A History of Frankish Greece (1204–1566), els set germans Làscaris tenien una germana, que es va casar amb Marc I Sanudo i fou la mare d'Àngel Sanudo. Aquesta afirmació es basa en la interpretació de cròniques italianes. Tanmateix, Mihail-Dimitri Sturdza, en el Dictionnaire historique et Généalogique des grandes familles de Grèce, d'Albanie et de Constantinople (1983), rebutja aquesta teoria basat en el fet que aquesta dona no és esmentada en les fonts documentals primàries en llengua grega.

## La incertesa sobre la coronació
La font primària per obtenir informació sobre Constantí Làscaris és Nicetes Coniata, un testimoni que narra els esdeveniments que va presenciar amb relació a la caiguda de Constantinoble a mans dels croats. Això no obstant i tenint en compte el paper subordinat que va tenir respecte del seu germà Teodor l'any 1205, alguns historiadors com Steven Runciman i Donald Queller creuen que va ser Teodor i no Constantí qui fou escollit i nomenat per succeir Aleix V.
Aquesta incertesa, juntament al fet que no fou coronat, fa que alguns historiadors no el facin constar a la llista d'emperadors romans d'Orient i, davant del dubte, no se'l sol esmentar amb la part numèrica (Constantí XI) que li correspondria com a emperador, sinó simplement Constantí Làscaris.